# Idomeneu
Idomeneu, na mitologia grega, é um lendário rei de Creta, filho de Deucalião e neto de Minos. Chefiou o destacamento cretense na Guerra de Troia. No regresso da guerra, a frota por ele comandada foi surpreendida por uma violenta tempestade. Idomeneu prometeu ao deus do mar, Posídon, em troca da salvação da sua vida, o sacrifício do primeiro ser humano que encontrasse em terra. Quis o acaso que fosse o seu filho. Idomeneu não cumpriu a promessa, o que provocou a ira dos deuses, que lançaram a peste sobre Creta [carece de fontes?].
A história de Idomeneu inspirou Wolfgang Amadeus Mozart a escrever a ópera Idomeneo, re di Creta em 1781; nesta ópera, seu filho se chama Idamante [carece de fontes?].
Segundo Pseudo-Apolodoro, Idomeneu não voltou a reinar sobre Creta ao voltar da guerra. Assim como Egisto com Clitemnestra, e Cometes com Egialeia, Leuco conspirou com a esposa de Idomeneu, Meda, para se tornar rei. Leuco, porém, matou Meda e sua filha Clisithyra,  se tornou tirano de dez cidades de Creta, e expulsou Idomeneu quando este desembarcou na ilha.